# 1761 în literatură
Anul 1761 în literatură a implicat o serie de evenimente și cărți noi semnificative.  

## Cărți noi

### Ficțiune
- John Hawkesworth - Almoran and Hamet
- William Kenrick - Eloisa
- Thomas Percy (tranducere) - Hau Kou Choan
- James Ridley ca Sir Charles Morrell" - The History of James Lovegrove
- Jean-Jacques Rousseau - Julie, ou la nouvelle Héloïse
- Frances Sheridan - Memoirs of Miss Sidney Bidulph
- Laurence Sterne - The Life and Opinions of Tristram Shandy, Gentleman vol. iii - iv.